# Alan Medina (urugwajski piłkarz)
Alan Damián Medina Silva (ur. 10 kwietnia 1998 w Montevideo) – urugwajski piłkarz występujący na pozycji skrzydłowego, od 2024 roku zawodnik Peñarolu.